# Hospital Central Universitario de Chihuahua
El Hospital Central Universitario Dr. Jesús Enrique Grajeda Herrera, es una institución hospitalaria pública, localizada en la ciudad de Chihuahua, Chihuahua, México; manejada por el Gobierno del Estado. Es un hospital de servicio general que atiende principalmente a la población no derechohabiente de otro servicio de salud y a derechohabientes ICHISAL. Fue desginado por Gobierno del Estado para atender los casos de Covid-19 durante la pandemia. Su edificio, construido a finales del siglo XIX es un Monumento Histórico catalogado por el Instituto Nacional de Antropología e Historia.

## Historia
La primera piedra del hoy Hospital Central fue colocada en el mes de julio del año de 1894, formaba parte del ambicioso programa de obras públicas realizadas por el gobernador Miguel Ahumada, como reflejo del progreso material que caracterizaba a la administración de Porfirio Díaz a nivel nacional. Fue formalmente inaugurado el 16 de septiembre de 1897 por el mismo gobernador que le otorgó el nombre de Hospital Porfirio Díaz, la construcción fue realizada por el ingeniero Enrique Esperón y tuvo un costo de 102,609.95 pesos.
El hospital que contaba originalmente con una sola planta, fue pionero en México en el empleo de personal de enfermería femenino, para lo cual el segundo director, Dr. Manuel Márquez, estableció una escuela de Enfermería, primera de su tipo en todo el país, y que fue inicialmente atendido por personal procedente de los Estados Unidos.
Tras la Revolución Mexicana y el fin del régimen de Porfirio Díaz, al hospital le fue retirado su nombre y a partir de 1914 recibió el de Hospital Constitucionalista Gustavo A. Madero, mismo que conservó hasta 1933 en que el gobierno estatal cedió su administración a la beneficencia pública adoptando por tanto el nombre de Hospital de la Beneficencia Pública, finalmente unos años después el gobierno reasumió su control, denominándolo Hospital Central y datando de esa época la remodelación del edificio que fue ampliado a tres plantas, respetando su estilo arquitectónico con detalles neogóticos.
El 21 de noviembre de 1964 por el Decreto 359 del entonces encargado del despacho de la gubernatura del estado, Enrique Hernández Gómez —por licencia temporal del gobernador Práxedes Ginér Durán— se estableció que el cargo de director del hospital debería de recaer en el titular de la dirección de la Escuela de Medicina de la entonces Universidad de Chihuahua, desempeñando a partir de entonces una doble función: la asistencia médica y la docencia; en consecuencia a partir de ese momento agregó el epíteto Universitario a su nombre. Actualmente ambas instituciones se dirigen independientemente por diferentes funcionarios públicos.
Finalmente, el gobernador del Estado de Chihuahua Javier Corral Jurado en homenaje póstumo a su Secretario de Salud fallecido por SARS-CoV2, decreta el denominar a este hospital con su nombre de pila, quedando Hospital Dr. Jesús Enrique Grajeda Herrera, el 27 de julio de 2020.